# غلين ر. كونراد
غلين ر. كونراد (بالإنجليزية: Glenn R. Conrad)‏ هو مؤرخ أمريكي، ولد في 3 سبتمبر 1932 في نيو أيبيريا في الولايات المتحدة، وتوفي بنفس المكان في 4 يونيو 2003.